# アンドレイ・ヴォズネセンスキー

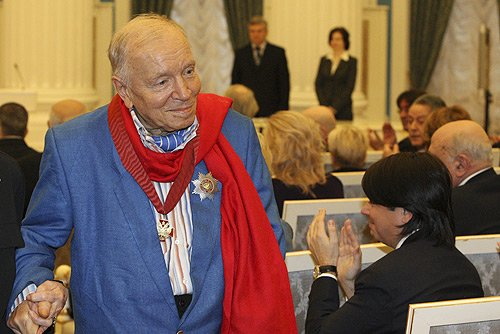
2008年に撮影されたアンドレイ・ヴォズネセンスキー

アンドレイ・ヴォズネセンスキー（ロシア語: Андре́й Андре́евич Вознесе́нский、ラテン文字表記：Andrei Andreyevich Voznesensky、1933年5月12日 - 2010年6月1日）は、ソ連（現:ロシア）モスクワ出身の詩人、作家。文学活動は1958年以降からで、エフゲニー・エフトゥシェンコ、ブラート・オクジャワ、ベーラ・アフマドゥーリナ、ロベルト・ロジェストヴェンスキーと並んで雪どけ時代（ソ連の指導者であったヨシフ・スターリン死後、ソ連に於いて顕著になった社会の自由化の雰囲気をいち早く取り入れた時代）を代表する詩人である。
また、ロシアの歌手アーラ・プガチョワの持ち歌『百万本のバラ』のロシア語版を作詞したことで名高い。
詩風は造語、視覚的なイメージを駆使した極めてユニークな世界観である。

## 生涯
1933年5月12日、ソ連（現:ロシア）モスクワにて学者の元に生まれる。
モスクワ建築大学を卒業し、ソ連の詩人であったボリス・パステルナークに師事した。
1958年に作品を執筆するようになり、初期の1960年には詩集『モザイク』『放物線』を刊行した。
1960年に師匠であったパステルナークが亡くなるとヴォズネセンスキーは埋葬地で『ハムレット』の詩を暗唱したとされている。
以後も作品を著し続け、亡くなるまで文学活動に務めていた。
中でも1982年にヴォズネセンスキーの代表作となる『百万本のバラ』を著した。
2010年はじめに脳出血を患っていた。
2010年6月1日、モスクワで亡くなる。
イギリス出身で20世紀最大の詩人と称されるW・H・オーデンはヴォズネセンスキーを「詩と言うものが言葉による工芸品であり、テーブルやオートバイと同様に熟練した腕でしっかりと組み立てられねばならないことを知っている詩人」と評した。

## 作品
- 英語名（日本語訳）
- The Triangular Pear（三角梨）
- First Frost（最初の霜）
- Antiworlds（アンチワールド）
- Stained-glass Master（ステンドグラスマスター）
- Violoncello Oakleaf（チェロオークリーフ）
- Videoms and Fortune Telling by the Book（本によるビデオと占い）
- Arrow in the Wall（壁の矢）
- I am Goya（私はゴヤです）
- A Shallow Paradise（浅い楽園）
- Dogalypse(愛撫）
- The Parabolic Ballad（放物線バラード）
- The Antiworlds （アンチワールド）
- Glance / Взгляд（一目/一目）
- My Friend's Light （私の友達の光）
- Her Story （彼女の話）
- RUSSIAN-AMERICAN ROMANCE（ロシア系アメリカ人のロマンス）
- ABUSES AND AWARDS（虐待と賞）
- A BALLAD（バラード）
- Who Are YOU?（あなたは誰？）
- RUBBER SOULS（ラバーソウル）
- FATE（運命）
- SELF-PORTRAIT（自画像）
- THE SONG（歌）
- MODERN NATURE（現代の自然）
- 『百万本のバラ』/ Миллион алых роз

## 受賞歴
- 1978年 ソビエト連邦国家賞受賞[8]
- 1984年 ストルガ詩の夕べ金冠賞
- 2008年 ロシアの首相であるドミートリー・メドヴェージェフより賞状を受賞[9]